# Dobra (monnaie)
Pour les articles homonymes, voir Dobra.
Le dobra est la devise officielle de Sao Tomé-et-Principe depuis 1977, date à laquelle il remplace l'escudo santoméen à parité égale.

## Premier dobra

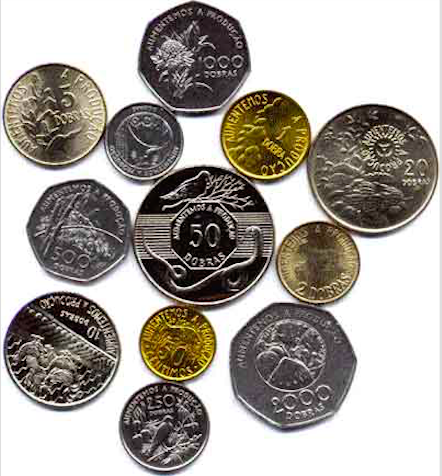
Ancienne série de pièces : de 50 centimos à 2000 dobras (2005).

Le dobra, lancé en 1977 à parité égale avec l'escudo santoméen, est divisé en cent cêntimos. Son code ISO 4217 est STD.
Le nom dobra provient du mot doublon (en portugais : Dobrão).
La première série comprend des pièces de monnaie de 50 cêntimos et 1 dobra en bronze, et de 2, 5, 10 et 20 dobras en cupronickel. La pièce de 50 dobras est frappée en 1990.  Elles représentent la faune et la flore du pays.
En raison de l'inflation galopante dans les années 1990, ces pièces ne circulent pratiquement plus.
En 1997, une nouvelle série de pièces est fabriquée aux montants de 100, 250, 500, 1000 et 2000 dobras, toutes en nickel et acier, et toujours selon les mêmes thèmes. Chacune porte au revers la mention Aumentemos a Produção.

## Nouveau dobra
À la suite d'un accord international avec le Portugal, et avalisé par l'Union européenne, le dobra est à parité fixe avec l'euro à l'image de l'escudo cap-verdien, du franc Pacifique (CFP), des francs CFA de la CEMAC et de l'UEMOA et le Franc comorien. Aussi, dans le but d'être plus crédible sur le marché financier international, le dobra connaît une importante réforme le 1er janvier 2018 : 1000 anciens dobras valent désormais 1 nouveau dobra (ND). Ainsi, les anciens billets de 100 000, 50 000, 20 000, 10 000 et 5 000 dobras sont remplacés par des billets de 100, 50, 20, 10 ou 5 dobras. Un nouveau billet est également créé pour l'occasion : celui de 200 dobras. Le roi Amador, emblème du pays, reste sur l'ensemble des billets, mais le centre des coupures est désormais consacré à la faune et à la flore santoméenne.
Tous les billets sont imprimés par De La Rue.
La nouvelle série de pièces de monnaie comprend des montants de 10, 20, 50 cêntimos et 1 et 2 dobras. 
Son code ISO 4217 est STN.